# Open International Féminin Midi-Pyrénées Saint-Gaudens Comminges 2011
L'Open International Féminin Midi-Pyrénées Saint-Gaudens Comminges 2011 è stato un torneo professionistico di tennis femminile giocato sulla terra rossa. È stata l'8ª edizione del torneo, che fa parte dell'ITF Women's Circuit nell'ambito dell'ITF Women's Circuit 2011. Si è giocato a Saint-Gaudens in Francia dal 7 al 15 maggio 2011.

## Partecipanti

### Teste di serie
| Nazionalità | Giocatrice            | Ranking* | Testa di serie |
| ----------- | --------------------- | -------- | -------------- |
| Cina        | Zhang Shuai           | 78       | 1              |
| Georgia     | Anna Tatišvili        | 105      | 2              |
| Paesi Bassi | Arantxa Rus           | 106      | 3              |
| Russia      | Anastasija Pivovarova | 108      | 4              |
| Russia      | Vesna Dolonc          | 111      | 5              |
| Francia     | Pauline Parmentier    | 124      | 6              |
| Stati Uniti | Jamie Hampton         | 125      | 7              |
| Cina        | Han Xinyun            | 128      | 8              |

- Ranking al 2 maggio 2011.

### Altre partecipanti
Giocatrici che hanno ricevuto una wild card:
- Claire de Gubernatis
- Séverine Beltrame
- Claire Feuerstein
- Kristina Mladenovic

Giocatrici che sono passate dalle qualificazioni:
- Gail Brodsky
- Julie Coin
- Tara Moore
- Conny Perrin

## Campionesse

### Singolare
Anastasija Pivovarova ha battuto in finale  Arantxa Rus con il punteggio di 7–6(4), 6(3)–7, 6–2

### Doppio
Caroline Garcia /  Aurélie Védy hanno battuto in finale  Anastasija Pivovarova /  Ol'ga Savčuk con il punteggio di 6–3, 6–3